# Euphaea impar
Euphaea impar – gatunek ważki z rodziny Euphaeidae.